# Tamtschinski-Dazan

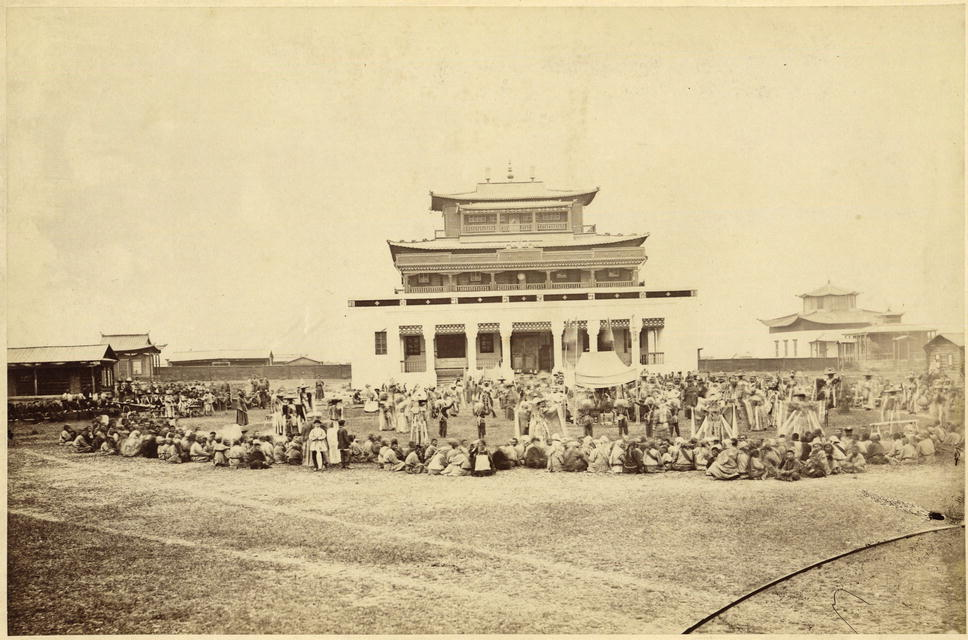
Tamtschinski-Dazan, um 1890/1900

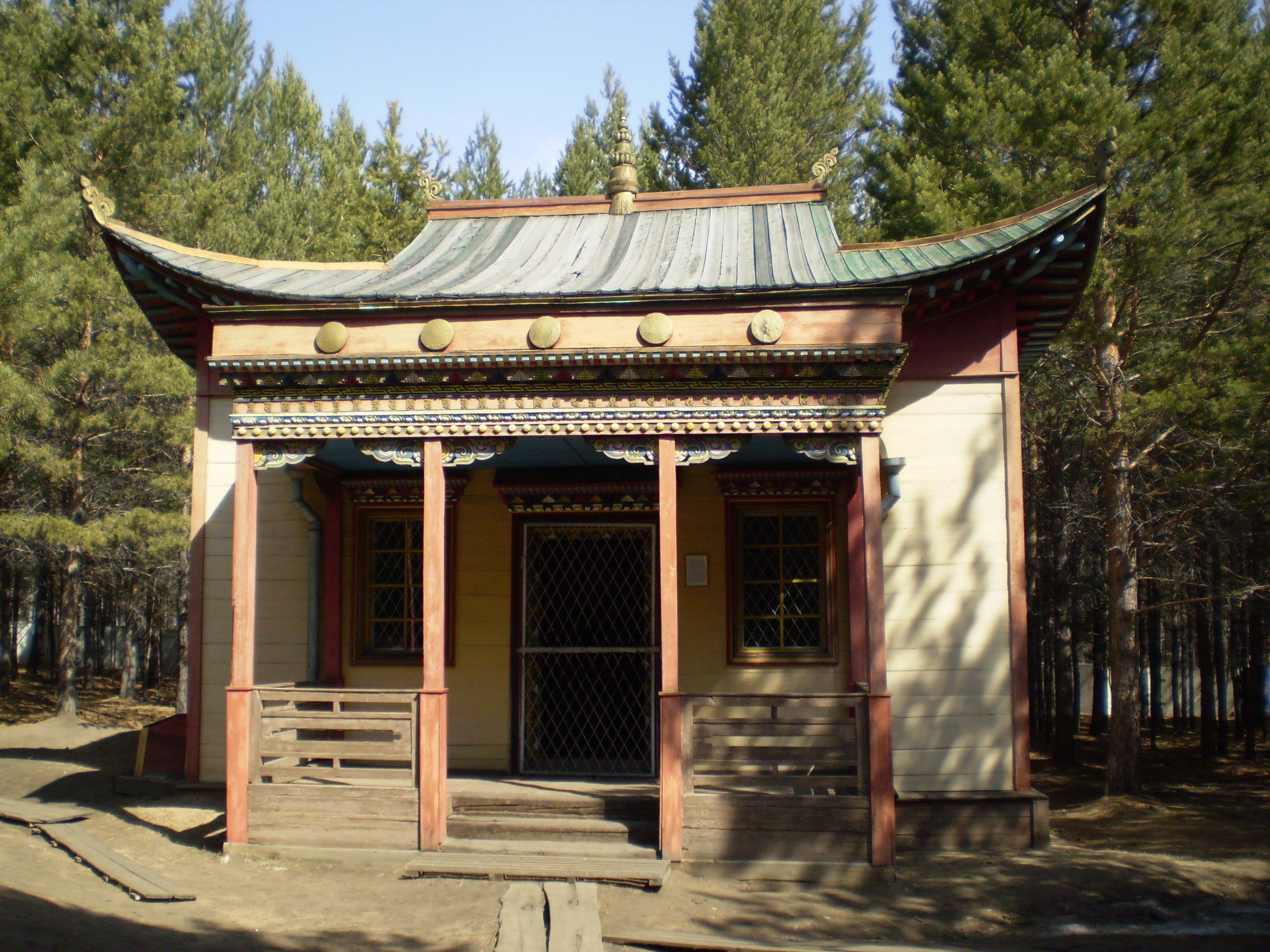
Sukhavati-Dugan aus dem Gelände des Dazans, heute im Ethnografischen Museum Transbaikaliens

Der Tamtschinski-Dazan (russisch Тамчинский дацан, auch Гусиноозёрский дацан, burjatisch Тамчын дасан Tamtschyn dasan) ist ein Dazan (buddhistische Klosteranlage mit Universität) am südwestlichen Ende des Gussinojesees bei der Siedlung Gussinoje Osero unweit der Ortschaft Gussinoosjorsk (Republik Burjatien, Russland). Er wurde 1741 gegründet, seit 1861 war er Lehrstätte. Von 1809 bis zu seiner Schließung 1938 und teilweisen Zerstörung war er Residenz der höchsten buddhistischen Hierarchie in Burjatien und damit ein religiöses Zentrum. 1957 wurde der Dazan von der burjatischen Regierung zum historischen Baudenkmal erklärt. Ein Dugan (Einzeltempel auf dem Dazan-Gelände) wurde in das 1973 eröffnete Ethnografische Museum Transbaikaliens verbracht. 1990 wurde das Kloster wiedereröffnet.